# Sophiulus tivius
Sophiulus tivius är en mångfotingart som först beskrevs av Chamberlin 1912.  Sophiulus tivius ingår i släktet Sophiulus och familjen Parajulidae. Inga underarter finns listade i Catalogue of Life.